# Jovan Belimarković

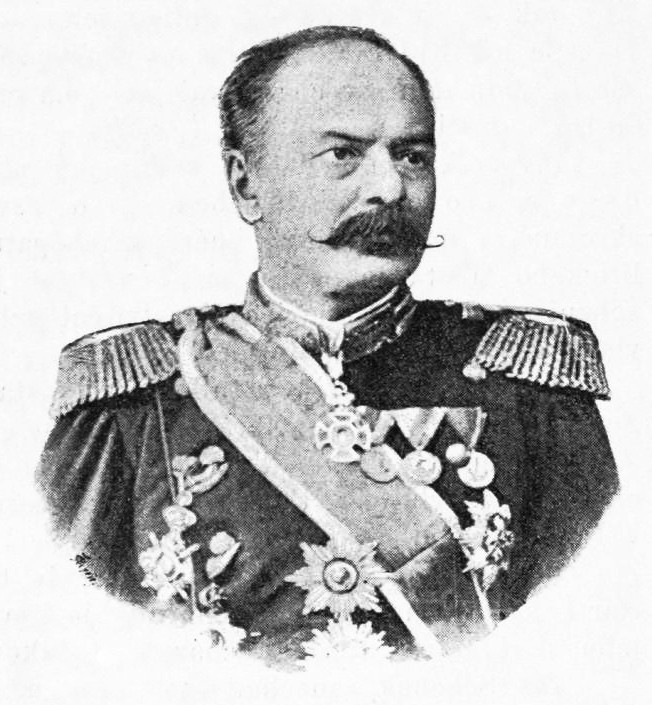
Jovan Belimarković 1889

Jovan Belimarković (* 1828 in Belgrad; † 1906) war ein serbischer General und Staatsmann.
Belimarkovic erhielt eine gründliche militärische Ausbildung, die er zeitweise auch in der preußischen Armee durchlief. Er wurde Professor an der Belgrader Militärschule, später Major des Generalstabs und von 1868 bis 1873 Kriegsminister. Diese Stellung soll er eigenmächtig ausgebeutet haben, was ihm eine Anklage zuzog. Eine richterliche Kommission erkannte jedoch auf Freispruch.
Im serbisch-osmanischen Krieg 1876 bis 1878 zeichnete sich Belimarković als General insbesondere bei der Einnahme von Niš aus. Er verließ jedoch 1880 den aktiven Dienst, weil er mit dem Wirken der Fortschrittspartei unzufrieden war. Nach der Abdankung von König Milan 1889 wurde er neben Jovan Ristić und Kosta Protić zum Reichsregenten für den minderjährigen König Alexander I. ernannt, jedoch am 13. April 1893 durch den Staatsstreich Alexanders seines Amtes enthoben.